# Orbiter (simulatore)
Orbiter, software proprietario gratuito, è un simulatore di volo spaziale per SO Windows. La prima versione fu pubblicata il 27 novembre del 2000; attualmente è un progetto attivo la cui versione corrente è la 160903, distribuita il 3 settembre 2016. Orbiter è creato da Martin Schweiger, ricercatore dell'University College di Londra.

## Il simulatore
Orbiter è un simulatore incentrato sull'effettivo comando di navi spaziali e razzi, diversamente ad esempio da Celestia. Orbiter consente di esplorare l'intero sistema solare tramite diversi velivoli: realistici, come lo Space Shuttle, o fittizi, come il famoso Delta-Glider.
Orbiter, in quanto a fisica, è estremamente realistico, e rende possibili simulazioni di voli spaziali storici; ma allo stesso tempo consente di volare con navi fantascientifche. Sono supportati viaggi orbitali, sub-orbitali, e interplanetari. È possibile effettuare il rendezvous e l'attracco con una stazione spaziale (o con un altro oggetto), rilasciare un satellite, persino costruire una propria stazione spaziale.
Il fulcro di Orbiter sono gli Add-On, ovvero espansioni create dall'utenza che rendono incredibilmente vasto ciò che è possibile fare con questo simulatore. Gli add-on escono costantemente; il più grande archivio online da cui è possibile scaricarli è Orbit Hangar.
Il sistema solare di Orbiter presenta il Sole e gli 8 pianeti, tuttavia grazie agli add-on è possibile aggiungere altri pianeti, asteroidi, e comete. Orbiter contiene un database di 100 000 stelle, a solo scopo informativo, infatti i viaggi interstellari non sono ancora consentiti.
È inclusa anche una modalità planetaria con 3 funzionalità principali: le griglie eclittica e celeste possono essere sovrapposte nella mappa stellare assieme ai nomi delle costellazioni e altri indicatori. Possono anche essere attivate le indicazioni di nomi di oggetti nel sistema solare, come pianeti, lune, e navi spaziali. Infine, queste etichette possono essere legate a delle coordinate sulla superficie di un pianeta e quindi indicare città e basi di interesse spaziale.
Lo scopo di Orbiter è quello di essere un simulatore piuttosto che un gioco arcade. Il movimento dei pianeti, l'effetto gravitazionale, i voli nell'atmosfera e nello spazio libero sono accuratamente calcolati.
La posizione di un pianeta nel sistema solare è calcolata dalla soluzione VSOP87, mentre il sistema Terra-Luna è simulato dal modello ELP2000. La fisica spaziale e le meccaniche orbitali possono essere complesse, e quindi la curva di apprendimento può risultare ripida anche per coloro già esperti in simulazioni di volo. Siccome Orbiter usa la fisica newtoniana, sono consentiti viaggi a una velocità maggiore di quella della luce senza alcun effetto collaterale come si verificherebbe invece nella realtà. Non si conosce un preciso limite di velocità e di distanza dal sole, ma esperimenti dell'utenza hanno dimostrato che il programma diventa instabile durante viaggi a tali velocità irrealistiche.
L'interfaccia di simulazione di comando di una nave è composta di due display multifunzione, chiamati MFD, e un visore a sovrimpressione, cioè l'HUD.
Tutti questi strumenti consentono numerose operazioni. Tutti i comandi sono inseriti via tastiera o mouse. La visuale è libera e sullo schermo sono presenti le informazioni più rilevanti. Tuttavia il simulatore supporta anche altre visuali comprendenti strumenti e pannelli 2D personalizzati, nonché versioni 3D dell'abitacolo, entro i quali si può interagire con l'utilizzo del mouse attivando bottoni, leve, e quant'altro.
Quest'ultimo tipo di interfaccia consente al giocatore di guardarsi attorno secondo la prospettiva del pilota.
La versione base di Orbiter è priva di suoni e musiche. Tuttavia è stato creato un ormai famoso add-on chiamato "Orbiter Sound".. Questo aggiunge al simulatore il rumore di motori, suoni d'ambiente, rumori di fondo nella cabina, suoni radio e altro, compresa una playlist mp3. La configurazione consente all'utente di personalizzare tutto secondo le sue esigenze e di mantenere il programma in realistico silenzio quando la navicella è vista esternamente durante il viaggio spaziale.
La patch 060929 include il supporto del TrackIR.

## Utilizzo nell'istruzione, nella scienza e nell'industria
Grazie alle sue capacità grafiche, le sue semplici API e la natura gratuita, Orbiter può essere usato da istituzioni di ricerca per la visualizzazione di missioni spaziali.

## Navi incluse
La distribuzione standard di Orbiter include navi e stazioni reali e fittizie.

### Navi realistiche
Space Shuttle Atlantisuna versione dello Space Shuttle. Non ha un autopilota come quello reale per questo è molto complesso da manovrare. In compenso contiene più carburante e i motori sono leggermente più potenti. È comunque disponibile un add-on di nome Shuttle Fleet che contiene vari Space Shuttle compresi d'autopilota e moltissimi dettagli e funzioni.
Stazione spaziale Mirla storica stazione spaziale russa. Nonostante la sua reale controparte sia stata deorbitata, in Orbiter è stata inserita e possiamo trovarla in un'orbita vicina al piano eclittico. Questo fu pensato inizialmente per fare di Mir un buon punto di partenza per eventuali viaggi planetari nelle prime versioni di Orbiter, quando il simulatore ancora riforniva automaticamente di carburante ogni nave attraccata con una stazione spaziale. Usando lo Scenario Editor incluso nel simulatore è comunque ancora possibile rifornire una nave durante il volo o iniziare direttamente la simulazione già attraccati alla stazione con i serbatoi pieni.
International Space Stationla stazione spaziale internazionale, nella sua orbita pressoché effettiva; mostra molti moduli, alcuni dei quali non verranno mai installati nell'ISS reale.
Hubble Space Telescopeun modello dell'esistente HST, usato con lo Space Shuttle Atlantis di Orbiter.
Long Duration Exposure Facility Satellitecome il telescopio spaziale Hubble, è uno dei carichi d'esempio dello Space Shuttle Atlantis.

### Navi fittizie
Delta-glider Mk.4un aereo spaziale a forma triangolare, semplice da guidare e ottimo per i primi passi nel simulatore. Una variante di questo deltaglider, chiamata Delta-glider-S, rinuncia a un po' di capacità di carburante in cambio di un sistema di propulsione scramjet. Questa nave rende possibili viaggi Terra-Marte, quindi è l'ideale per acquisire pratica con i viaggi interplanetari.
Shuttle-Auna piccola nave da carico che può trasportare sei larghi container con una massa totale di 120 tonnellate. Non ha una forma aerodinamica, quindi viene già sistemato sulla Luna e su Marte evitando di doverlo portare manualmente fuori dall'atmosfera. I suoi container sono equipaggiati con paracadute automatici. È possibile quindi simulare un trasporto di carichi dalla base lunare alla Terra e tornare indietro, rilasciando i carichi mentre ci si trova nell'alta atmosfera. La sua alta inerzia e la bassa aerodinamica, nonché il peso dei carichi, lo rendono più difficile da manovrare in confronto al Delta-Glider.
Shuttle-PBuna piccola e leggerissima navetta spaziale dalle performance estremamente futuristiche. Il suo scopo principale è quello di servire come semplice esempio nell'SDK per gli sviluppatori di add-on; infatti manca di molti dettagli come un abitacolo 2D o 3D, animazioni, ecc.
Dragonflyun complesso rimorchiatore spaziale con equipaggio, utile ad esempio per la costruzione di stazioni spaziali. Simula vari sottosistemi con una grande complessità in confronto alle altre navi spaziali di Orbiter, ed è quindi un ottimo esempio del potenziale tecnico delle SDK del simulatore. Il suo modello inoltre è compatibile con le possibilità della tecnologia corrente, rendendolo una nave pressoché realistica.
Lunar Wheel stationuna stazione fittizia a forma di ruota; non è semplice attraccare ad essa se si vuole rispettare la sua rotazione (non è fondamentale ma aggiunge realismo).
Carinaun piccolo satellite fittizio, usato come carico per lo Space Shuttle.

## Gli add-on diOrbiter
Orbiter ha attratto un grande numero di persone attorno a molti forum e archivi online, come Orbit Hangar.
Nonostante il simulatore sia closed source, esaustive API create appositamente consentono all'utenza di Orbiter di contribuire creando add-on, ovvero estensioni per il programma di base.
La varietà degli add-on è immensa: fantascientifici o reali, gli add-on presentano navi, stazioni, blocchi di stazioni, lanciatori, singoli stage di vettori, MFD, basi spaziali, scenari, ma anche pianeti e sistemi solari, nonché programmi esterni utili durante l'esperienza con il simulatore, come tool per calcoli di traiettoria o programmi d'aiuto per gli sviluppatori di add-on.
Esempi sono il Vostok, il progetto Mercury, il programma Apollo, Antares, il famoso Delta-Glider IV, versione molto più complessa e ricca del Delta-Glider di base, nonché la flotta XR.